# We've Got It Goin' On
We've Got It Goin' On is een nummer van de Amerikaanse boyband Backstreet Boys uit 1995. Het is de eerste single van hun titelloze debuutalbum.
Hoewel het nummer met een 69e positie flopte in de Amerikaanse Billboard Hot 100, betekende We've Got It Goin' On in Europa de doorbraak voor de Backstreet Boys. Het haalde de top 10 in onder andere het Verenigd Koninkrijk, Wallonië, Frankrijk en het Duitse taalgebied. In de Nederlandse Top 40 behaalde het de 5e positie en een Alarmschijf, en in de Vlaamse Ultratop 50 kwam het een plekje lager.